# Tomiyamichthys fourmanoiri
Tomiyamichthys fourmanoiri är en fiskart som först beskrevs av Smith, 1956.  Tomiyamichthys fourmanoiri ingår i släktet Tomiyamichthys och familjen smörbultsfiskar. Inga underarter finns listade i Catalogue of Life.